# Bright Aviation Services
Bright Aviation Services was een Bulgaarse vrachtluchtvaartmaatschappij met thuisbasis in Sofia.

## Geschiedenis
Bright Aviation Services werd opgericht in 2001. In 2007 werd de Air operator's certificate van de maatschappij ingetrokken.

## Vloot
De vloot van Bright Aviation Services bestond in januari 2007 uit:
- 1 Antonov An-12BP
- 1 Antonov An-12T
- 2 Antonov An-12V